# Víctor Alfredo Jiménez
Víctor Alfredo Jiménez Buenrostro (n. 12 de febrero de 1974) es un actor mexicano de ascendencia asiática de Televisión y Cine con la Licenciatura en Actuación de la Escuela Nacional de Arte Teatral del INBA, conocido artísticamente como ' Víctor Alfredo Jiménez y  también como Víctor Jiménez, ha participado en las Series Internacionales “Cumbia Ninja” “El Dragón” entre otras.

## Carrera
Su carrera actoral se divide en dos partes, comenzó haciendo Teatro Comercial y Profesional a la temprana edad de 11 años en la Ciudad de Monterrey, Nuevo León, México, donde estudió Teatro y Actuación en la Escuela de Artes Escénicas de la Universidad Autónoma de Nuevo León.
En su segunda etapa estudió la Licenciatura en Actuación en la Escuela Nacional de Arte Teatral del Instituto Nacional de Bellas Artes (I.N.B.A.) de la Ciudad de México, de donde es egresado.
Comenzó haciendo cine mexicano con la película "El callejón de los milagros" y posteriormente: "En el aire", "Todo el poder", "Sin ton ni Sonia", "Dame tu cuerpo", "Ladies Night", "Matando cabos", "Hasta el viento tiene miedo", "Regresa", "El Fuego Inolvidable", "Corazón de León", etc.
En Colombia trabajó para la Cadena Internacional de Televisión FOX (ahora Disney) en la serie "Cumbia Ninja" donde da vida al Maestro Xiang Wu líder y guía espiritual de los Cumbia Ninja. 
El actor también fue requerido y enrolado en las filas del proyecto Internacional “EL DRAGÓN” con uno de los personajes protagónicos de la serie de tv para la prestigiosa plataforma de Netflix y la cadena de televisión Televisa donde interpreta el personaje “Tadamichi Naga” maestro y tutor del Dragón. 
Actualmente se encuentra filmando una nueva serie de televisión para la Cadena Internacional de Telemundo donde el nuevo proyecto llevará por nombre  “Parientes a la Fuerza”. 
En Estados Unidos ha trabajado en producciones como: HBO en la Serie de TV "American Family" (segunda temporada). En TNT en "48 horas", para Telemundo Internacional en: "Volver amar", "Camelia la Texana", "Señora Acero 2a Temporada", "El Recluso" y "Run Coyote Run 2a Temporada" para FXL.
Ha tenido actuaciones especiales en Colombia en las series de televisión: "El Mexicano", "El Capo 2a Temporada" y "La Vida de Celia Cruz".  
Entre otras series de televisión donde el actor ha trabajado (México) se encuentran: "El Pantera" (segunda temporada), "Bienes Raíces", "Adictos", "El equipo", Hermanos y detectives, "Los héroes del Norte", "Objetos perdidos", "Hotel Todo Incluido", "María de Todos los Ángeles", "Yago", "La Candidata", etc. 
En la televisión mexicana el actor trabaja para Televisa en donde se destacan sus actuaciones en las telenovelas: "Antes Muerta que Lichita", "Amores verdaderos", "Una familia con suerte", "Mar de amor", "Mañana es para siempre", "Misión S.O.S.", "La esposa virgen", "Tormenta en el paraíso", "Vivan los niños", "Preciosa", "Soñadoras", "DKDA", entre otras.
En Televisa y Netflix hizo El Dragón: El regreso de un guerrero (2019-2020). 
En teatro ha participado en innumerables puestas en escenas, recibiendo reconocimientos actorales por parte de la crítica de Teatro y prensa de la Ciudad de México DF.